# Onze-Lieve-Vrouw van Guadalupe

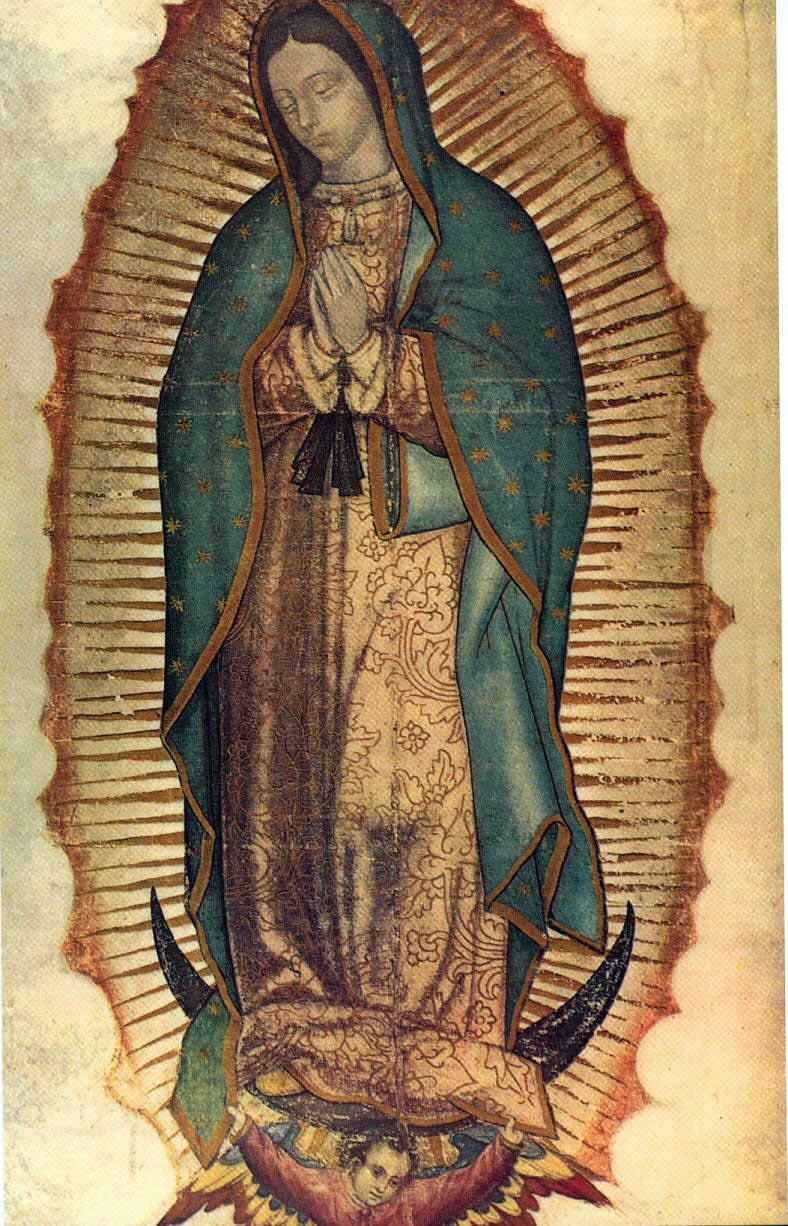
Onze-Lieve-Vrouw van Guadelupe op de originele mantel van de heilige Juan Diego

Onze-Lieve-Vrouw van Guadalupe (Spaans: Nuestra Señora de Guadalupe), kortweg de Maagd van Guadalupe (Spaans: Virgen de Guadalupe), is de beschermheilige van Mexico, en sinds 1945 van heel Latijns-Amerika. De viering van Nuestra Señora de Guadalupe vindt wereldwijd plaats op 12 december.

## Geschiedenis
Volgens een overlevering is Maria, de moeder van Jezus, voor de eerste keer op zaterdag 9 december 1531 aan de heilige Juan Diego Cuauhtlatoatzin (1474-1548) verschenen. Juan Diego was een bekeerde Azteek, die die dag vroeg in de morgen op weg was naar de kerk van Santiago, in het dorp Tlatilolco, gelegen in het huidige Mexico-Stad. Het verhaal gaat dat hij bij de voet van de heuvel Tepeyac, in de huidige gemeente Gustavo A. Madero vanuit de top van de heuvel een stem zijn naam hoorde roepen. Hij klom naar boven en zag een jonge vrouw van rond de veertien jaar oud, gekleed als een Indiaanse prinses. Ze vroeg hem in het Nahuatl waar hij heen ging, waarop hij antwoordde: "Vrouwe, ik ben op weg naar de kerk voor de Heilige Mis." De dame vertelde hem daarop dat zij de heilige Maria was en het zeer op prijs zou stellen als er te harer verering een kerk zou worden gebouwd, zodat zij de ellende, de nood en het leed van de mensen kan verzachten. Ze stuurt Juan naar het bisschoppelijk paleis van Mexico om dit plan uit te laten voeren.
Hij ging erheen, maar daar aangekomen lieten de dienaren hem uren wachten. De aartsbisschop, de door koning Karel I van Spanje in 1528 benoemde Spaanse franciscaan Juan de Zumárraga (1468-1548), beluisterde hem via een tolk aandachtig, maar vroeg hem een andere keer terug te komen. Op zijn terugweg ontmoette Juan Diego Maria weer op dezelfde plaats en vroeg haar iemand anders te sturen die wel geloofd zou worden. Maria bemoedigde hem echter nogmaals naar de bisschop te gaan. Juan beloofde haar verslag te komen uitbrengen.
De volgende dag, zondag, ging hij na de Heilige Mis opnieuw naar de bisschop, die hem intens ondervroeg. Ten slotte vroeg de bisschop aan Juan Diego om een bewijs aan de Dame te vragen. Tevens stuurde hij in het geheim twee dienaren achter hem aan om zijn gangen na te gaan. Juan Diego verliet de bisschop, gevolgd door de twee, die hem echter in de buurt van Tepeyac kwijtraakten. Ze keerden onverrichter zake terug naar de bisschop met de mededeling dat het allemaal bedrog was. Juan Diego, echter, ontmoette Maria, die hem vertelde de volgende dag terug te komen voor het bewijs. Thuisgekomen vond hij zijn oom, bij wie hij woonde, ernstig ziek. Hij bleef de volgende dag thuis om hem te verzorgen. Zijn oom, die zijn einde voelde naderen, vroeg hem om de volgende morgen vroeg na de Mis een priester te vragen om te komen. Om geen tijd te verliezen probeerde Juan Diego een eventuele verschijning van Maria te ontlopen, door via de andere kant van de heuvel te gaan. Maar bij het passeren van de heuvel aan de andere kant, kwam zij van die kant de berg af en zei hem dat hij zich geen zorgen hoefde te maken: "Luister goed naar wat ik zeg en laat het doordringen in uw hart: laat niets u schrik aanjagen of verdrietig maken. Laat uw hart niet in verwarring brengen. Vrees die ziekte niet en geen enkele andere ziekte of angst. Ik ben er toch, ik die uw moeder ben! Wees niet bedroefd om de ziekte van uw oom, hij zal niet sterven. Je mag gerust zijn en weten dat hij al genezen is."
Getroost door deze woorden werd Juan Diego gevraagd door Maria om de berg op te gaan en daar rozen te plukken en die naar haar te brengen. Met tegenzin – het was 12 december! – beklom hij de heuvel, en hij vond er tot zijn opperste verbazing verschillende soorten Castiliaanse rozen. Hij plukte enkele ervan, bracht ze naar de Dame, die ze in zijn tilma (mantel) ordende en hem zei dat hij die alleen aan de bisschop mocht laten zien. Hij droeg zijn bewijs in zijn cactusmantel, tilma, naar het paleis van de bisschop. De dienaren vroegen wat er in de mantel zat, maar Juan zei niets, en liet niet toe dat ze hem openden. Toch graaiden ze erin, maar voelden niets. In het bijzijn van de bisschop ontvouwde hij zijn tilma en liet de rozen op de grond vallen. Niet alleen waren dit de rozen waar de bisschop een tijd voordien in zijn gebed om gevraagd had, als een teken van de hemel dat zijn missiewerk vruchten zou dragen, maar ook verscheen op de mantel de afbeelding van Maria zoals Juan Diego haar had gezien. Op het zien daarvan vielen de bisschop en zijn huisgenoten op hun knieën en baden om vergeving dat ze hem niet geloofd hadden. De bisschop stemde in met de bouw van een kapel, waarmee direct werd begonnen en waar de afbeelding werd opgesteld. De oom van Juan Diego bleek bij thuiskomst genezen te zijn.

## Verder verloop van de gebeurtenissen

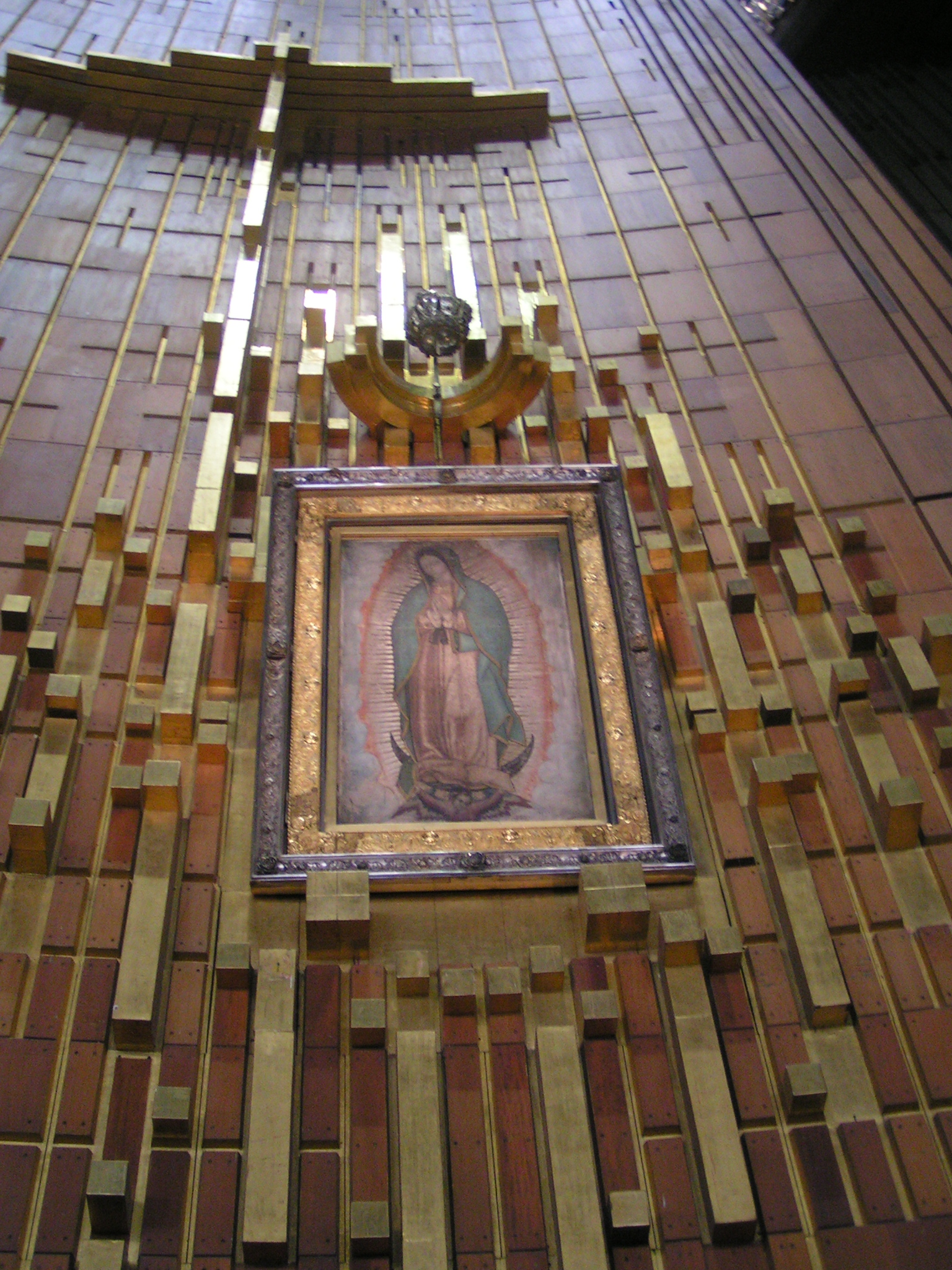
De originele tilma van Juan Diego, boven het altaar van de Basiliek van Guadalupe in Mexico-Stad.

Deze en andere wonderbaarlijke genezingen die vlak erna gebeurden, maakten zo'n indruk op de bevolking, dat alleen al in de jaren 1531-1539 zich acht miljoen Indianen lieten dopen. De mantel wordt bewaard in de Basiliek van Guadalupe in Mexico-Stad.
In de loop der eeuwen is de Maagd van Guadalupe uitgegroeid tot een nationaal symbool. In 1737 werd ze patroonheilige van Mexico-Stad en in 1895 van het land. Sinds 1945 is ze beschermvrouwe van heel Latijns-Amerika. In 1745 heeft het Vaticaan Diego's visioen als mirakel erkend. In 1946 werd ze door paus Pius XII uitgeroepen tot patrones van de beide Amerika's. Gedurende de geschiedenis van Mexico is ze het symbool geweest voor onafhankelijkheidsstrijders en voorvechters van meer rechten voor de oorspronkelijke bevolking – Juan Diego was immers indiaan. Onder anderen Miguel Hidalgo droeg Onze-Lieve-Vrouw van Guadalupe op zijn banier, maar zelfs de hedendaagse socialistische Zapatistas gebruiken haar als symbool. Hetzelfde geldt voor de aanhangers van de linkse bevrijdingstheologie.
Het feest van Onze Lieve Vrouw van Guadalupe wordt elk jaar gevierd op 12 december. De heiligverklaring van Juan Diego vond plaats in 2002. Overigens was niet iedereen blij met de grootschalige verering van Onze Lieve Vrouw van Guadalupe. Op 14 November 1921, tijdens het bewind van de fel antikatholieke Mexicaanse President Plutarco Calles, ontplofte er tijdens een hoogmis een bom op een paar meter afstand van de afbeelding. Hoewel alle gebrandschilderde ramen de kerk uit geblazen werden, en een groot metalen kruis dat er vlakbij stond volledig verboog, was niemand gewond en de afbeelding met het dunne beschermglas ervoor nog geheel intact. Veel Mexicaanse katholieken waren echter erg blij met de eerste canonisatie van een indiaan.
De bedevaartplaats van Onze-Lieve-Vrouw van Guadalupe kent de meeste katholieke pelgrims ter wereld: 20 miljoen per jaar.

## Genoemd naar de Maagd van Guadalupe

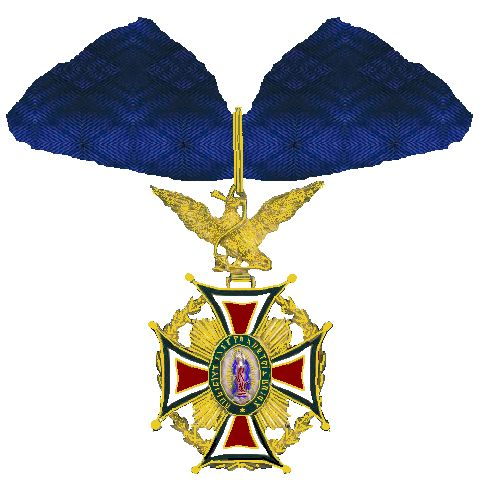
De Orde van Onze Lieve Vrouwe van Guadalupe

## Oorsprong
De etymologie van het woord "Guadalupe" is onzeker; Maria zou zichzelf zo genoemd hebben toen ze aan Juan Diego verscheen. Het is volgens Mariano Jacobo Rojas van Tepoztlán in de jaren 1890, en zijn leerling Ignacio Davila Gáribi, mogelijk een verbastering van het Nahuatl Coatlaxopeuh, dat wordt uitgesproken als "quatlasupe", wat lijkt op Guadalupe. Dit woord betekent "degene die de slang vernietigt", waarbij "Coa" staat voor slang, "tla" voor die, en "xopeuh" voor vertrappen. De slang zou dan slaan op Azteekse goden als de slangengod Quetzalcóatl en de uit slangen bestaande godin Tonantzin, die door de christelijke religie verslagen zouden worden. De Spaanse missionarissen hebben er uiteindelijk "Guadalupe" van gemaakt, als verwijzing naar het beeld van de Zwarte Madonna van Guadalupe in Spanje. Uiteraard is de verwijzing ook naar Genesis 3,15, waarin de slang voor de satan staat, die door de vrouw (de nieuwe Eva) wordt vertrapt.
De verering van maagd van Guadalupe wordt echter juist door sommigen gezien als de voortzetting van de verering van de Azteekse godin Tonantzin. Tonantzin was evenals Maria een moederfiguur, en een tempel die aan haar gewijd was bevond zich precies op de plaats waar Juan Diego Maria aanschouwd zo hebben. Kerkelijke autoriteiten hebben destijds dan ook alle zeilen bijgezet om te voorkomen dat de verschijning zou worden opgevat als een verschijning van Tonantzin. Inmiddels wordt de Maagd van Guadalupe door sommige indianen inderdaad weer vereerd als Tonantzin, en is Tonantzin in deze verschijningsvorm ook populair bij Mexicaans-Amerikaanse organisaties als Movimiento Estudiantil Chicana/o de Aztlan (MEChA).

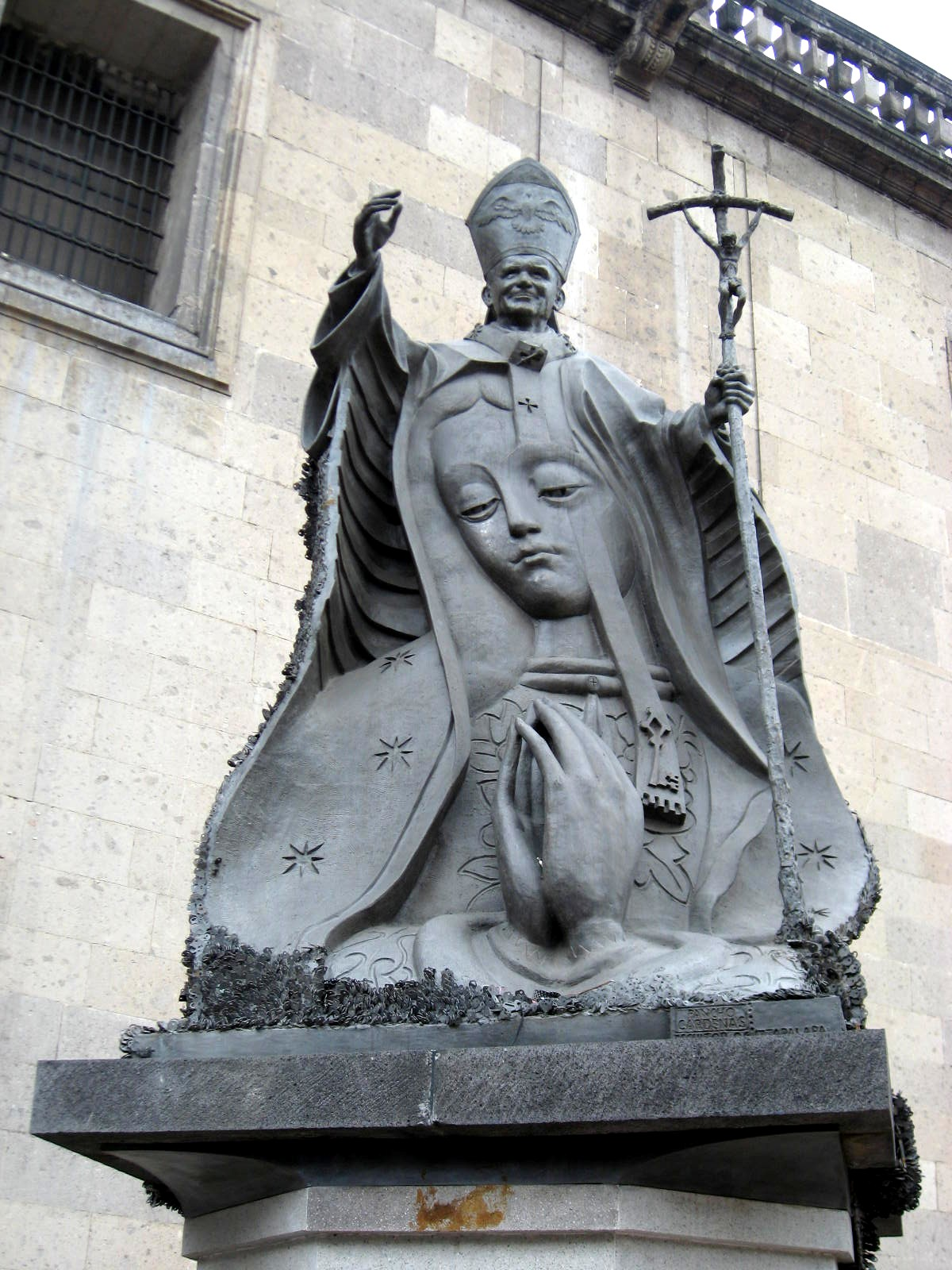
Beeld van paus Johannes Paulus II met Onze-Lieve-Vrouw van Guadalupe, dit beeld is gemaakt van sleutels die door Mexicanen zijn gedoneerd. De kunstenaar wil aantonen dat de Mexicanen de paus de sleutel van hun hart hebben gegeven, Francisco Cárdenas Martínez ("Pancho Cárdenas")

Het is overigens zeer twijfelachtig of de Maagd van Guadalupe echt een voortzetting is van Tonantzin, althans op de manier waarop voorstanders van deze hypothese dat voorstellen. Tonantzin, waarvan een beeld in het Antropologisch museum van Mexico-Stad staat, was een godin bestaande uit slangen. Maria staat in haar afbeelding op de tilma juist op de slang, die in de joods-christelijke traditie staat voor de satan, die door de Moeder Gods vertrapt wordt zoals voorspeld in Gen. 3,15.
Volgens anderen is het echter waarschijnlijk dat de franciscanen bewust een op Tonantzin lijkende cultus hebben bevorderd om zo de evangelisatie te bevorderen. Sommige indianen zien de Maagd van Guadalupe dan ook juist helemaal niet als indiaans symbool, maar als teken van katholieke onderdrukking van de oorspronkelijke indiaanse cultuur.
Andere bekende Mariaverschijningen in Mexico zijn Onze-Lieve-Vrouw van Ocotlán in Tlaxcala en Onze-Lieve-Vrouw van Zapopan en Onze-Lieve-Vrouw van San Juan de los Lagos, beide uit Jalisco.

## Afbeeldingen in ogen van afbeelding
In beide ogen van de afbeelding van Onze Lieve Vrouw van Guadalupe zijn afbeeldingen van mensen gevonden. Allereerst zijn het degenen die op het moment van het openen van de tilma in de kamer waren, zoals Juan Diego, de bisschop en de dienaren. Ze reflecteren als het ware in de ogen van Maria, terwijl ze hen aankijkt. Daarnaast zijn recentelijk in beide pupillen ook afbeeldingen van gezinnen gevonden. 
De eerste die dit opviel was de fotograaf Alfonso Marcué in 1926, die er in 1929 een notitie over schreef. Op 29 mei 1951 herontdekte Jose Carlos Salinas Chavez het beeld van een bebaarde man. 27 Maart 1956 bekeek Dr. Javier Torroella Bueno de ogen met een oftalmoscoop, wat later in dat jaar herhaald werd door dr. Rafael Torrija Lavoignet. Zij observeerden een duidelijke menselijke figuur in beide ogen, waarbij de locaties en vervormingen van de drie reflecties precies overeenkwamen met die van een levend oog (de zgn. Purkinje-Sanson beelden).
In 1979 ontdekte Jose Aste Tonsmann op hoge resolutieafbeeldingen van de ogen (2500x vergroot) nog meer mensen, wel 13 in totaal. Dezelfde mensen zijn in beide ogen present, maar onder verschillende hoeken, volgens de optische reflecties van echte ogen.

## Controverses over de bovennatuurlijke aard van de verschijning en afbeelding

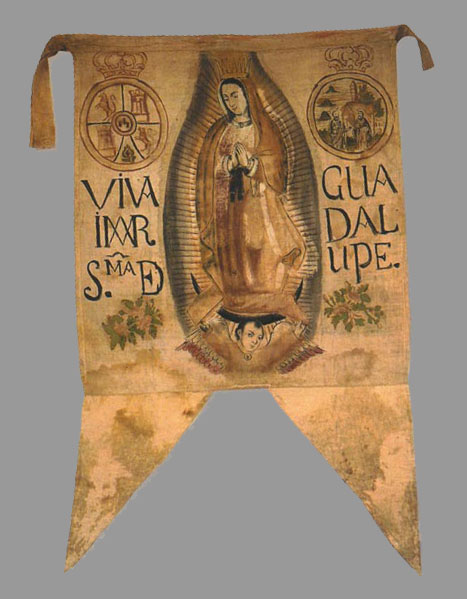
De Maagd op het banier van Miguel Hidalgo